# Acció (1936)
Acció. Òrgan de la Joventut Comunista Ibèrica P.O.U.M. de les comarques tarragonines. Setmanal que va veure la llum l'1 d'octubre de 1936. De tiratge irregular. Va tenir com a directors a: Ricard Garriga Salvadó i Josep Vilar. La redacció i administració es trobava a la Rambla 14 d'Abril, núm.20, 1r pis. Imprès a Suc de Torres & Virgili. de Tarragona. Com s'indica a la capçalera era el setmanal portaveu de la Joventut Comunista Ibèrica P.O.U.M. de les comarques tarragonines. Desapareix després dels Fets de maig de 1937.

## Història
A la portada del primer número del setmanal Acció, apareixia un retrat de Lev Trotzki, revolucionari marxista soviètic, i una salutació a la premsa antifeixista.
Els del setmanari "Acció", consideraven, ideològicament parlant, als seguidors d'Stalin com enemics de la veritable revolució comunista.
En el cas dels "poumistes" el control de la propaganda escrita fou gairebé monopolitzat per mestres, és a dir, homes amb una formació suficient per assumir aquesta tasca. En destaca el director Ricard Garriga Salvadó. Quan Ricard Garriga fou mobilitzat per l'Exèrcit Popular, va ser substituït en la direcció per un altre mestre, Josep Vilar, que ja havia participat en la publicació com a redactor. Altres col·laboradors en foren Parreu, mestre, Josep Cabestany, músic i Miquel Olivé, pintor.
Acció també va publicar en format de fascicles col·leccionables Hacia la segunda revolución, l'obra de Joaquim Maurin, mestre i dirigent del POUM empresonat a la zona rebel, el qual, durant els primers mesos, havien donat per desaparegut. L'obra de Maurin era traduïda al català per primera vegada. Dita publicació quedà interrompuda al deixar-se de publicar el setmanari.
Durant els Fets de Maig de 1937 la redacció d'Acció va ser assaltada i es va deixar de publicar definitivament.
A la Biblioteca Hemeroteca Municipal de Tarragona (BHMT) es conserva de l'Any I, núm.4 (7-IX-1936) al Any II, núm.3 (16-I-1937). Hi manquen números.

## Aspectes tècnics
Setmanari bilingüe de 4 pàgines a 5 columnes (503x350mm). Costava 15 cèntims. Presentava un disseny més modern que la resta de publicacions locals i comptava amb la inclusió d'imatges.